# Ian Gordon (Eishockeyspieler)

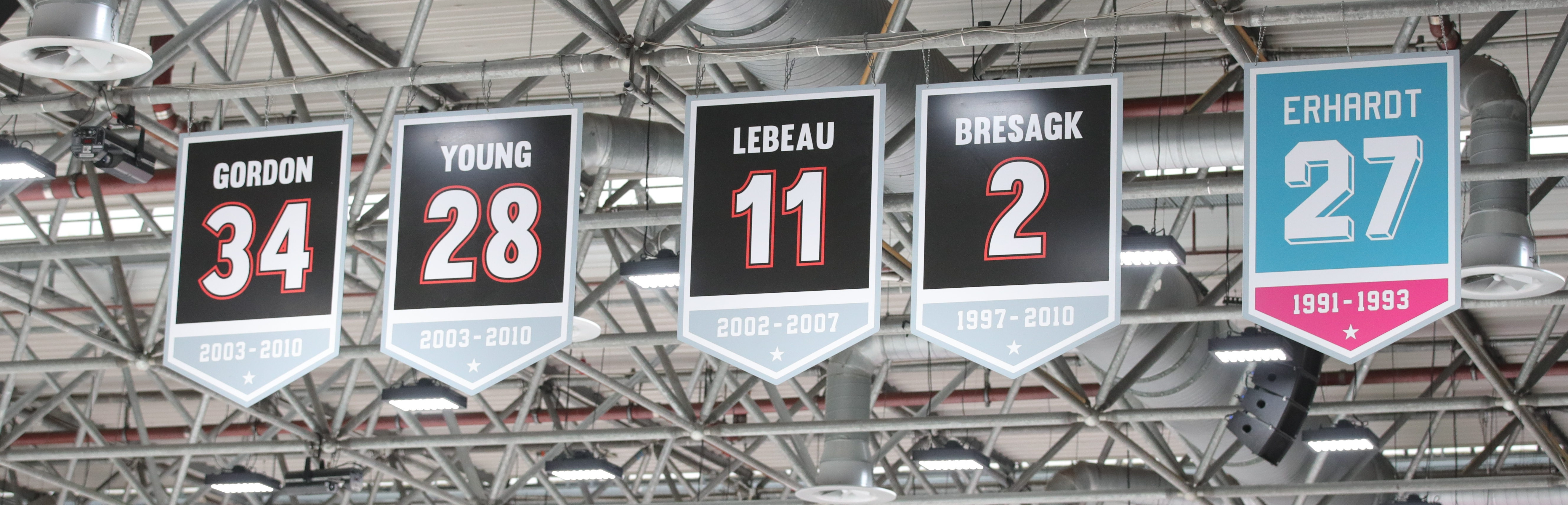
Gordons Trikot unter dem Hallendach der Eissporthalle Frankfurt (2023)

Ian Gordon (* 15. Mai 1975 in North Battleford, Saskatchewan) ist ein ehemaliger deutsch-kanadischer Eishockeytorwart, der in der Deutschen Eishockey Liga unter anderem für die Frankfurt Lions, die SERC Wild Wings und den ERC Ingolstadt spielte. Der größte Erfolg seiner Karriere war der Gewinn der  deutschen Meisterschaft mit den Lions 2004.

## Karriere
Nach seiner Juniorenzeit in der kanadischen Juniorenliga Western Hockey League bei den Swift Current Broncos spielte der 1,78 Meter große Linksfänger von 1995 bis 2000 in den amerikanischen Minor Leagues AHL für die Saint John Flames und IHL für die Grand Rapids Griffins sowie die Cleveland Lumberjacks und die Utah Grizzlies.
Zur DEL-Saison 2000/01 wechselte der Torhüter zu den Schwenninger Wild Wings in die Deutsche Eishockey Liga. Nach drei Jahren in Schwenningen, an deren Ende die Insolvenz seines bisherigen Arbeitgebers und der damit verbundenen Abstieg in die 2. Bundesliga stand, unterschrieb Gordon im Sommer 2003 einen Vertrag bei den in der DEL spielenden Frankfurt Lions, mit denen er gleich in der ersten gemeinsamen Saison Deutscher Meister wurde.
Am 18. November 2008 erhielt Ian Gordon die deutsche Staatsbürgerschaft und besetzte somit keine Ausländerlizenz mehr. Ab der DEL-Saison 2010/2011 lief Gordon für den ERC Ingolstadt auf. Am 19. Februar 2013 absolvierte der Torhüter sein 700. DEL-Spiel, bei dem sich Ingolstadt allerdings den Grizzly Adams Wolfsburg geschlagen geben müsste. Nach der Saison 2012/13 beendete der Vater von drei Kindern seine Karriere und kehrte nach Kanada zurück. In 13 Spielzeiten in der DEL stand er in 712 Spielen auf dem Eis und konnte dabei 45 Shutouts verbuchen. Damit ist er hinter Dennis Endras (51) und Danny aus den Birken (49) der bisher dritterfolgreichste Torhüter in dieser Kategorie (Stand 29. September 2023).

## Erfolge und Auszeichnungen
- 2004 Deutscher Meister mit den Frankfurt Lions
- 2008 Teilnahme am DEL All-Star Game
- 2009 Teilnahme am DEL All-Star Game

## DEL-Statistik
(Legende zur Torhüterstatistik: GP oder Sp = Spiele insgesamt; W oder S = Siege; L oder N = Niederlagen; T oder U oder OT = Unentschieden oder Overtime- bzw. Shootout-Niederlage; Min. = Minuten; SOG oder SaT = Schüsse aufs Tor; GA oder GT = Gegentore; SO = Shutouts; GAA oder GTS = Gegentorschnitt; Sv% oder SVS% = Fangquote; EN = Empty Net Goal; 1 Play-downs/Relegation; Kursiv: Statistik nicht vollständig)

Stand: Ende der Saison 2009/10